# 60 gags de Boule et Bill no 2
Pour les articles homonymes, voir 60 gags de Boule et Bill.
60 gags de Boule et Bill N° 2 est le 2e album de la série de bande dessinée Boule et Bill de Jean Roba. L'ouvrage est publié en 1964.

## Historique
L'album publie 60 gags entre le no 62 et le no 124, qui ont été pré-publiés dans les éditions du journal Spirou entre le no 1230 à 1292 durant les années 1961, 1962 et 1963.
En 1999, à l'occasion des 40 ans de la série, la collection a été refondue : les albums, qui comportaient auparavant 64, 56 ou 48 pages, sont uniformisés en 44 planches. Leur nombre passe ainsi de 21 à 24. Ainsi, les gags de 60 gags de Boule et Bill N° 2 sont repris dans les nouveaux albums n° 2 (Boule et Bill déboulent), n° 3 (Les copains d'abord) et n° 4 (Système Bill).

## Synopsis
Boule, un petit garçon comme les autres, a comme meilleur copain Bill, son cocker facétieux. L'album comporte une succession de bêtises et d'espiègleries de Boule et Bill.
Les épisodes no 67 à 70 et no 119 à 123 sont liés à la période hivernale, respectivement à la fin des années 1961 et 1962 au moment de leurs pré-publications.
L'épisode (officieusement n°67) est un épisode en double page.

## Gags
- Ce n'est pas à un vieux singe qu'on apprend à faire des grimaces. (no 62)
- Elle doit être à moi, dit-elle, et la raison, C'est que je m'appelle Lion. (no 63)
- O Nuit, selon sa vie, à tout homme qui veille - Inspire ton horreur ou ta sérénité. (no 64)
- Une peinture est quelque chose d'intermédiaire ente une pensée et un objet. (no 65)
- Le plus âne des trois n'est pas celui qu'on pense. (no 66)
- Il est plus facile d'être bon pour tout le monde que pour quelqu'un. (no 2p)
- Jeux de mains, jeux de vilains. (no 68)
- La chasse est une image de la guerre. (no 69)
- Il n'est pas suffisant d'aider le faible ; il faut le soutenir ensuite. (no 70)
- C'est le désir qui crée le désirable, et le projet qui pose la fin. (no 71)
- Ce qui est épargné par les machines, ce n'est pas seulement l'effort physique, mais aussi l'effort intellectuel. (no 72)
- Tire un marron, puis deux, et puis trois en escroque. (no 73)
- Courtes lettres et longues amitiés, voilà est ma devise. (no 74)
- Celui qui est cruel avec les betes ne peut etre un homme bon. (no 75)
- On creuse sa tombe avec ses dents. (no 76)
- La vertu des parents est un grand héritage. (no 77)
- Tout portrait qu'on peint avec âme est un portrait, non du modèle, mais de l'artiste. (no 78)
- On achete pas un chat dans un sac. (no 79)
- Si nous ne nous flattions pas nous-mêmes, la flatterie des autres ne nous pourrait nuire. (no 80)
- Il ne faut pas vouloir voler avant d'avoir des ailes. (no 81)
- Un mauvais voisin est un mal aussi grand qu'un bon voisin est un grand bonheur. (no 82)
- S'il ne tient qu'à battre, la vache est à nous. (no 83)
- Ma foi, si vous songez à nourrir votre esprit, C'est de viande bien creuse, à ce que chacun dit. (no 84)
- Le chien est l'ami des enfants. (no 85)
- Les bons rois sont esclaves et leurs peuples sont libres. (no 124)
- Celui qui tient un tigre par la queue ne peut pas lâcher. (no 87)
- Il n'y a pas de fumée sans feu. (no 88)
- C'est par le reve qu'on oublie qu'on se console de la vie. (no 89)
- Au bout du jeu voit-on qui a gagné ? (no 90)
- Nul n'est prophète en son pays. (no 91)
- Tel donne à pleines mains qui n'oblige à personne ; La façon de donner vaut mieux que ce qu'on donne. (no 92)
- Bien qu'on vante la solitude, à la longue elle fait bâiller. (no 93)
- Il est dans la vraie beauté quelque chose que ne peut deceler l'esprit commun. (no 94)
- Chassez le naturel il revient au galop. (no 95)
- Glissez, mortels, n'appuyez pas. (no 123)
- Tell pere, Tell fils. (no 97)
- L'assurance de ma considération distinguée. (no 98)
- Promenons nous dans les bois tant que le loup n'y est pas... (no 99)
- Ne remettez pas à demain ce que vous pouvez faire le jour même. (no 100)
- J'ai eu pour principe de ne faire jamais par autrui ce que je pouvais faire par moi-même. (no 101)
- Miroir magique sur le mur, qui a beauté parfaite et pure ? (no 102)
- L'homme est le seul animal qui fasse du feu, ce qui lui a donné l'empire du monde. (no 103)
- Bon chien chasse de race. (no 104)
- Fay ce que doy, advienne que pourra. (no 120)
- Sachez à vos devoirs immoler vos plaisirs. (no 106)
- Un baiser fait moins de bruit qu'un canon mais l'écho en dure plus longtemps. (no 107)
- Qui sème le vent récolte la tempête. (no 108)
- Un chien regarde bien un évêque. (no 109)
- Qu'il est beau et bon de fouler à nouveau, main dans la main d'un fils aimé, les sentiers de roses de la jeunesse. (no 110)
- L'inconscient cherche à se satisfaire pendant le sommeil. (no 111)
- Les sots, les paysans et les sauvages se croient bien plus loin des bêtes que le philosophe. (no 112)
- Arriver comme un chien dans un jeu de quilles. (no 113)
- Et seul, abandonné de tout le genre humain, Dont je traînais partout l'implacable anathème. (no 114)
- Les rêves sont les enfants d'un cerveau inactif engendrés par la vaine fantaisie. (no 115)
- La fuite jette l'homme dans le malheur. (no 116)
- La plaisanterie perd tout son sel lorsque le plaisantin en rit lui-même. (no 117)
- L'imitation est la forme la plus sincère des flatteries. (no 118)
- Il est des cœurs qui donnent tant qu'ils en oublient qu'ils ont le droit de demander quelque chose. (no 119)
- Chaque année qui s'écoule nous enlève quelque chose. (no 122)

### Articles externes
- « Boule et Bill -2- 60 gags de Boule et Bill N° 2 », sur bedetheque.com.
- Boule et Bill - Tome 3 : Les copains d'abord sur dupuis.com (consulté le 13 mars 2022).
- Boule et Bill - Tome 4 : Système Bill sur dupuis.com (consulté le 13 mars 2022).